# Wapta Lake
Wapta Lake är en sjö i Kanada.   Den ligger i provinsen British Columbia, i den centrala delen av landet, 3 000 km väster om huvudstaden Ottawa. Wapta Lake ligger 1 586 meter över havet. Arean är 0,22 kvadratkilometer.Den sträcker sig 0,4 kilometer i nord-sydlig riktning, och 0,8 kilometer i öst-västlig riktning.
Trakten runt Wapta Lake består i huvudsak av gräsmarker. Trakten runt Wapta Lake är nära nog obefolkad, med mindre än två invånare per kvadratkilometer.